# Glycaspis operta
Glycaspis operta är en insektsart som beskrevs av Moore 1984. Glycaspis operta ingår i släktet Glycaspis och familjen rundbladloppor. Inga underarter finns listade i Catalogue of Life.